# Gudeok Gymnasium
Gudeok Gymnasium – hala sportowa w mieście Pusan w Korei Południowej.
Znajdowała się w sąsiedztwie stadionu wielofunkcyjnego Busan Gudeok Stadium oraz stadionu baseballowego. W 2017 roku rozpoczęła się przebudowa kompleksu, w wyniku której hala oraz stadion baseballowy zostały rozebrane.
Na hali rozegrano zawody w judo oraz w taekwondo w ramach Igrzysk Azjatyckich 2002.